# Miss Baltic Sea

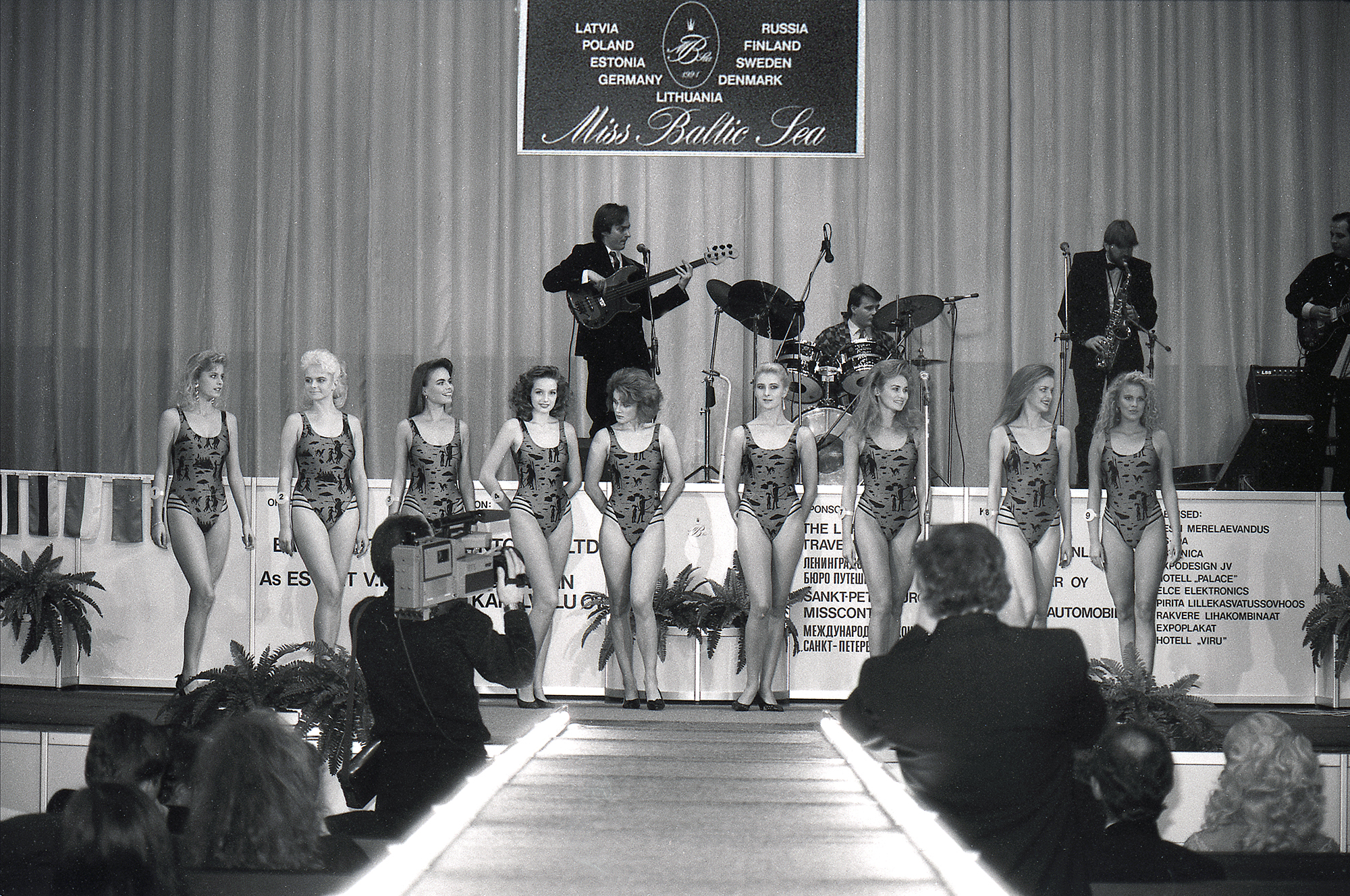
Miss Baltic Sea 1991 w Tallinie

Miss Morza Bałtyckiego, Miss Baltic Sea  – konkurs piękności rozgrywany od 1990. W 2006 roku konkurs zmienił nazwę na Miss Baltic Sea & Scandinavia (Miss Krajów Bałtyckich i Skandynawii) z powodu połączenia konkursu z Miss Skandynawii.
Obecną Miss jest pochodząca z Islandii Fanney Lara Gudmundsdottir .

## Sukcesy Polek

### Miss Baltic Sea
- 1996 – Agnieszka Zych
- 2000 – Mirosława Strojny
- 2006 – Malwina Ratajczak
- 2007 – Dorota Gawron

### I wicemiss
- 2004 – Katarzyna Chałupko
- 2005 – Paulina Panek
- 2008 – Anna Tarnowska

### II wicemiss
- 1991 – Ewa Szymczak
- 1994 – Anna Sobczak
- 1995 – Kamila Pabiańczyk
- 2001 – Justyna Kordek

## Zwyciężczynie
- 1991 –  Finlandia – Nina Andersson
- 1992 –  Estonia – Liis Tappo
- 1993 –  Litwa – Rasa Kukenyte
- 1994 –  Rosja – Anna Malova
- 1995 –  Estonia – Eva Maria Laan
- 1996 –  Polska – Agnieszka Zych
- 1997 –  Niemcy – Nadine Schmidt
- 1998 –  Finlandia – Karita Tuomola
- 1999 –  Estonia – Kadri Valjaots
- 2000 –  Polska – Mirosława Strojny
- 2001 –  Estonia – Dagmar Makko
- 2002 –  Finlandia – Heidi Willman
- 2003 –  Niemcy – Natasha Borger
- 2004 –  Finlandia – Anna Stromberg
- 2005 –  Finlandia – Mira Salo
- 2006 –  Polska – Malwina Ratajczak
- 2007 –  Polska – Dorota Gawron
- 2008 –  Islandia – Fanney Lara Gudmundsdottir